# Grupa „Działdowo”
Grupa płk. Habicha – improwizowana grupa taktyczna Wojska Polskiego II RP.
Grupa pod dowództwem pułkownika Eugeniusza Habicha zorganizowana została w sierpniu 1920 roku, w czasie wojny z bolszewikami, na terenie Okręgu Generalnego „Pomorze”. W skład grupy miały wchodzić 9 i 10 pułki strzelców granicznych. 3 sierpnia 1920 roku dowódca OGen. „Pomorze” rozkazał dowódcy grupy bezwzględną obronę linii kolejowej Warszawa-Gdańsk. Dwa dni później pułkownik Habich podporządkowany został pluton żandarmerii pod dowództwem chorążego Tadeusza Głąba. Następnie grupa pułkownika Habicha podporządkowana została dowódcy 5 Armii, generałowi porucznikowi Władysławowi Sikorskiemu, który z kolei podporządkował ją formalnie pułkownikowi Gustawowi Orlicz-Dreszerowi. W praktyce podporządkowanie to było czysto formalne z uwagi na brak jakiejkolwiek łączności z dowództwem 5 Armii, które nie wiedząc o rozmiarach porażki w Działdowie, nakazało 14 sierpnia 1920 uderzenie w celu odbicia Mławy.
W dniach 8–10 sierpnia 1920 w walkach o Mławę z 10-tys. przeciwnikiem grupa straciła 150 zabitych i rannych oraz 240 wziętych do niewoli, a 12-13 sierpnia 1920 w walkach o Działdowo 657 żołnierzy, tracąc połowę stanu grupy. Po doznanych porażkach przemęczone i zdemoralizowane resztki grupy znalazły się w Lubawie i Nowym Mieście Lubawskim, a dowództwo grupy w Jabłonowie. 14 sierpnia resztki grupy (400-600 osób) skierowały się do Brodnicy, z zadaniem obrony tego miasta. 15 sierpnia wieczorem miasto to znalazło się jednak w rękach Armii Czerwonej, a płk Habich został wezwany do raportu do Grudziądza, gdzie został postawiony przed sądem wojennym.

## Ordre de Bataille i obsada personalna grupy
- Dowództwo
  - dowódca – płk Eugeniusz Habich
    - zastępca – mjr Aleksander Stawarz
- kombinowany dywizjon 3 pułku strzelców granicznych w składzie spieszonych szwadronów 1. i 4. szkolnego oraz kombinowanych 1. i 2. szwadronów karabinów maszynowych, po 8 km-ów każdy – razem 555 żołnierzy, oraz plutonu konnego – 26 osób
- kompania ochotnicza zw. też szturmową pod dowództwem por. Konrada Szramka-Gliszczyńskiego – 250 osób zrekrutowanych ochotniczo w więzieniu kryminalnym w Grudziądzu

Po walkach w Mławie pododdziały 3 pułku strzelców granicznych liczyły 7 oficerów, 500 żołnierzy piechoty i 116 ułanów, z 16 ckmów sprawnych było 10
- 4-kompanijny ochotniczy batalion 265 pp mjra Zygmunta Krudowskiego w sile 423 żołnierzy – Kaszubów, sformowany w Starogardzie, przed walkami o Działdowo liczył już tylko 9 oficerów i 225 szeregowych
- szwadron 10 pułku strzelców granicznych por. Edmunda Łada-Bardowskiego (dołączył do grupy przed rozpoczęciem walk o Działdowo) – 2 oficerów, 72 szeregowych
- pluton konny 5 pułku strzelców konnych (dołączył do grupy przed rozpoczęciem walk o Działdowo) – 1 oficer, 64 strzelców konnych
- 6 bateria 16 pułku artylerii polowej por. Tadeusza Grzegorzewskiego (4 działa i 2 km-y)
- pociąg pancerny „Wilk” (3 wozy pancerne, 1 działo polowe, 1 działo piechoty, 12 kmów; z powodu uszkodzenia obydwu dział nie brał udziału w walkach o Działdowo)
- pluton żandarmerii z 8 dywizjonu żandarmerii w Grudziądzu – chor. Tadeusz Głąb (41 żandarmów)
- oddział samochodowy z Dowództwa Wojsk Samochodowych OG "Pomorze'
- 36 kompania kolejowa (1 oficer, 62 szeregowych)

Stan bojowy grupy płk. Habicha w początku sierpnia 1920 roku wynosił ok. 1500 żołnierzy, a przed podjęciem walk o Działdowo - ponad 1300.